# Spoutnik 2
Spoutnik 2 (en russe : Спутник-2, « Satellite 2 ») a été, le 3 novembre 1957, le deuxième satellite envoyé en orbite, et le premier à mettre un animal (la chienne Laïka) en orbite.

## Histoire
Fort du succès du premier Spoutnik, Khrouchtchev demanda le lancement d'un autre satellite pour l'anniversaire de la révolution, seulement un mois après. Korolev et ses équipes travaillèrent sur le lancement d'un animal.
Spoutnik 2 était un cône de 508 kg, 2 mètres de diamètre sur 4 de haut. La pointe contenait les instruments scientifiques pour la mesure des radiations solaires, en dessous se trouvait la sphère pressurisée contenant l'équipement radio, sphère dérivée de celle du premier spoutnik. La base du cône accueillait la chienne Laïka, avec l'isolation thermique, eau, la nourriture, le recyclage de l'air et la gestion des déchets de la chienne.
Lancé le 3 novembre 1957, Spoutnik 2 a donc emmené dans l'espace le premier être vivant, la chienne Laïka. Malgré une panne de radio survenue le 7 novembre, les autorités affirment qu'elle mourut en ingérant de la nourriture empoisonnée, afin de lui éviter les souffrances de la désintégration de sa capsule dans la stratosphère. En réalité, elle périt entre 6 et 7 heures après le lancement, d'après les révélations du docteur Dimitri Malachenkov en 2002. La cause du problème était un incident lors de la manœuvre de détachement de l'étage central de la fusée, qui provoqua la défaillance du système de régulation de température, Laïka mourut donc de la chaleur et du « stress ».
Le satellite transportait aussi des instruments destinés à étudier en particulier les rayons cosmiques. Lorsque le satellite traversa les régions de l'environnement terrestre, qui prendront quelques mois plus tard le nom des Ceintures de radiations de Van Allen, les instruments détectèrent correctement la présence de ces ceintures, mais Spoutnik 2 n'avait pas d'enregistreur, il transmettait donc les résultats de mesures en direct. Or quand il était en visibilité du territoire de l'URSS il était proche du périgée et donc ne détectait et ne transmettait rien de spécial. Quand le satellite détectait les radiations il survolait d'autres pays, comme l'Australie et l'Amérique du Sud, où les stations qui captaient ses signaux étaient incapables de les interpréter. Les Soviétiques ont bien relevé une augmentation des radiations lorsque la sonde était à la latitude de 60°, mais ils n'ont pas tout de suite compris la signification de cette mesure. Les relations internationales de l'époque et le poids du secret empêchèrent ainsi toute communication et comparaison des résultats entre l'URSS et les autres pays. Aussi les ceintures de radiations auraient pu s'appeler les ceintures de Vernov du nom du responsable de l'instrumentation transportée par Spoutnik 2, à condition évidemment que le secret entourant le programme et la tradition soviétique de donner aux découvertes le nom de personnalité l'eussent permis.
C'est durant le vol de Spoutnik 2 que les États-Unis lancèrent leur premier satellite : Explorer 1.
Le 14 avril 1958, Spoutnik 2 se désintégra dans l'atmosphère.